# Сын-Таш
Сын-Таш — село в Иссык-Атинском районе Чуйской области Кыргызстана. Расположено в 57 км от столицы Кыргызстана города Бишкек.
Население менее 3000 жителей.
В селе находится малая гидроэлектростанция «Иссыката» мощностью 1,6 МВт.